# Zgodovina Albanije
Zgodovina Albanije zajema zgodovinsko dogajanje na prostoru današnje Albanije. Albanci so v srednjem veku zapisani kot Albanoi, Arbanoi, Albanitai, Albanenses, Arbanenses, Albanesi, Arbanesi, Epiroti. 

## Prazgodovina
Starodavna zgodovina Albanije je povezana z zgodovino Ilirije, in sicer z naslednjimi ilirskimi plemeni: Taulanti, Brigi in Parteni. Ilirija je nadzorovala notranjost zahodnega Balkanskega polotoka od Istre do severne Grčije do šestega stoletja pr. Kr. Ilirijo, ki je vključevala Albanijo, so Rimljani osvojili leta 167 pr. Kr. Vendar je romanizacija na Ilire malo vplivala: ohranili so plemensko avtonomijo. Ko je bilo leta 395 po Kr. Rimsko cesarstvo razdeljeno na vzhodno in zahodno, je Albanija postala del vzhodnega (bizantinskega) cesarstva. Verjetno je hkrati začel albanski jezik izstopati od ilirskega. 

## Srednja leta
Padec rimskega cesarstva v 5. stoletju, uničujoči napadi Avarov, Hunov in Gotov, pa tudi pojav Slovanov v 6. in 7. stoletju so končali obstoj Ilirije. Veliko Ilirov so Južni Slovani asimilirali, drugi, ki so živeli v gorah, so ohranili svojo etnično identiteto. Po eni od hipotez iz njih izvirajo sodobni Albanci.
Albanije, ki se je nahajala na obrobju Bizantinskega cesarstva, ni bilo lahko braniti: njene osrednje in južne regije je zajela Bolgarija. V letih 998-1019 je sama Bolgarija prišla pod bizantinsko oblast, severno Albanijo pa so zavzeli Srbi. Hkrati so bila južna obalna območja pod vplivom Normanov. V letih 1081-1082 so Normani ujeli Dirahija. Bizantinci so mesto ponovno zavzeli leta 1083 s pomočjo Benetk, ki so dobile dovoljenje trgovanja v albanskih mestih. Slabost bizantinskega vpliva v Albaniji so izkoristili tudi južni Slovani. V 1180-ih letih so Srbi zavzeli Skadar, okoli leta 1200 pa so Bolgari osvojili vzhodno Albanijo.  
Po osvojitvi Carigrada leta 1204 med četrto križarsko vojno in začasnim razpadom Bizantinskega cesarstva je bila Albanija, ki je imela pomemben dostop do morja, skoraj dve stoletji prizorišče boja, dokler Osmansko cesarstvo ni vzpostavilo svoje moči. Leta 1204 so Benetke zahtevale vso osrednjo in južno Albanijo, vendar so nadzorovale le ključna pristanišča, vključno z Dirrahijem. Notranjost je bila po pogodbi iz leta 1210 izročena grškemu vazalu Mihaelu Komnenu, ki je leta 1213 nasprotoval Benečanom, ujel Dirahija in pred njegovo smrtjo leta 1215 ustanovil epirsko despotovino. Njegov naslednik Teodor Angel je leta 1216 uspel spraviti albanske voditelje, leta 1217 pa je odbil napad zahodnih vitezov in beneških ladij na Dirahijo ter napredoval svoje čete na vzhod, vendar je bil leta 1230 poražen v boju proti Bolgarom, cesarstvo pa je oživelo pod vladanjem Ivana Asena II.
Bolgarske čete so napredovale proti zahodu skozi Makedonijo in Albanijo ter dosegle Jadransko morje. Leta 1246 je Bizantinsko cesarstvo premagalo Bolgarijo in napotilo svoje čete na obalo severne Albanije, s čimer je končalo zavezništvo lokalnih plemen z Epirsko despotovino. Leta 1256 so Bizantinci ujeli Dirahija, leta 1257 pa so ga bili prisiljeni prepustiti sicilskemu kralju Manfredu, ki je leta 1268 osvojil Vloro in Berat. Zahodni vpliv se je okrepil pod Manfredovim naslednikom Karlom Anžujskim, ki je Albance postavil za svoje vazale in leta 1272 zavzel Dirahijo, kar je bil prvi korak k napadu na Carigrad. Vendar pa je v letih 1276-1277 Bizanc odbil njegove napade na Albanijo.
Kasneje je bila Albanija pod vplivom Srbov in je v letih 1346-1355 postala del Kraljevine Srbije Stefana Dušana (1331-1355). Nekatere albanske enote Dušanove vojske so se preselile na jug in ustanovile kolonije v Grčiji – v Tesaliji, na Peloponezu in v Epirju. Po Dušanovi smrti leta 1355 je cesarstvo začelo razpadati. Za oblast v Albaniji so se borili fevdalci in plemenski voditelji. Boljševiki na severu in Topije na jugu so bili zlasti vplivni. Južna Albanija je leta 1367 pripadla srbskemu voditelju Thomasu Preljuboviču.
Osmani so prvič vdrli v Evropo leta 1345 in se napotili proti zahodu ter osvojili razpadle balkanske države. Ko so leta 1381 prispeli v Albanijo, so se postavili na stran klana Topi, ki je leta 1385 zmagal v bitki proti boljševikom. Čeprav so številna albanska plemena takrat postala nominalni vazali Osmanskega cesarstva, so se pogosto postavila na stran Benetk, kar je preprečilo prodor Osmani na jadransko obalo. Leta 1393 so Dirrachyja in Lejo zajeli Benečani, leta 1394 pa je bil Skader odkupljen. Osmansko cesarstvo, ki je premagalo Srbe v bitki na Kosovu leta 1389, je poslalo vojake proti Albaniji v letih 1394 in 1397 in med pohodi 1415 in 1423 osvojilo njene osrednje in južne regije.
Krepitev osmanske oblasti, zlasti priprave na delitev dežel, je privedla do upora fevdalcev in gorskih plemen leta 1433, ki je bil zatrt leta 1434. Kmalu pa je izbruhnila še ena vstaja, ki jo je vodil George Kastrioti (1403-1468). Sin fevdalnega gospoda, Skenderbeg se je spreobrnil v islam in postal vodilni osmanski uradnik. Ko so njegovi družini odvzeli posestvo prednikov v Kruji, se je Skenderbeg odrekel islamu in se uprl. Leta 1444 se je združil z Benetkami in vodji različnih plemen ter imel majhen konjeniški odred v Kruji in je začel gverilsko vojno v severni Albaniji. Skenderbeg je umrl leta 1468, a pod vodstvom svojega sina in ob podpori Benečanov odpor proti Osmanom ni prenehal, dokler osmanska vojska ni zavzela Kruje leta 1478 in Skadra leta 1479. Postopoma so Osmani osvojili vse druge dele Albanije.
V času osmanske vladavine je severna Albanija s svojimi neprehodnimi gorami, bližino tujih sil in bojevitimi plemeni Heg ohranila napol neodvisen režim. Gegi niso dovolili osmanskih uradnikov in davkov v svoja naselja. V vsakem plemenu so bili odnosi znotraj klanov urejeni na sestankih in svetih starejših, ki se podedujejo v času bayraktarja (varuhi zastave). Med vojnami so hegi služili kot vojaki neregularne vojske in so bili pomemben del osmanske vojske.

## Moderno obdobje
Od začetka 17. stoletja so Osmanske oblasti so zvišale davke in dajatve v korist lokalnih fevdalcev, kar je povzročilo nemire med albanskimi kmeti. V letih 1645 in 1649 so osmanski vladarji med vojno z Benetkami zatirali zarote in nemire, ki so jih organizirali katoliški voditelji v obalnih mestih. Različna severna plemena so med več vojnami med leti 1683 in 1739 sodelovala z avstrijskimi in beneškimi četami, zato so Osmani povečali pritisk na albanske katoličane in jih prisilili, da so prešli v islam.

## 19. stoletje
V 19. stoletju je bil vpliv Osmanskega cesarstva slab. Po letu 1690 je kosovsko nižino zapustilo na tisoče Srbov, ki so se deloma bali osmanske represije. V tem času so postale vplivne nekatere družine posestnikov, ki so pobirali davke od kmetov. Skadrski paše Bušati so vladali na severu in v središču države, med napoleonskimi vojnami, pozneje pa je Ali paša Tepelen ustanovil napol neodvisno državo v južni Albaniji, Epiru in zahodni Makedoniji. Sultan Mahmud II., ki je želel centralizirati in okrepiti osmansko državo, je v letih 1820-1822 premagal Ali pašine čete in leta 1831 pašinega Bušatija. V 1830-ih so manj znani predstavniki albanskih plemičev nasprotovali Osmanom, vendar je osmanska vojska obstreljevala njihove gradove in jih prisilila v pokornost. Reforme 1826-1856, ki so odobrile redno plačevanje davkov, poziv na služenje vojaškega roka v miru in imenovanje uradnikov nealbanskega rodu, so bile zavrnjene in so se izkazale za učinkovite le v južni Albaniji. Odpor je prerasel v nacionalno gibanje, ki se je okrepilo po letu 1878.
Razpad Osmanskega cesarstva in težnje balkanskih narodov po neodvisnosti so prvič odmevali v Albaniji po rusko-turški vojni 1877-1878. Tej odločitvi so nasprotovali nekateri albanski voditelji in predstavniki plemstva (večinoma muslimani), ki so organizirali Albansko oziroma Prizrensko ligo, ki jo je vodil Abdul Frašeri. Sprva je Ligo podpirala osmanska vlada, zbirala je sredstva, novačila oborožene borce in se pripravljala na boj. Postala je bolj nacionalistična in neodvisna po katoliških plemenih Skadra in pravoslavnih plemenih z juga. Poskusi odstopanja celo majhnih ozemelj Črne gore v letih 1879-1880 so bili zavrnjeni in Zveza je pristala na odstop črnogorskega okrožja Ulcinj leta 1880 šele potem, ko je osmanska vojska premagala Albance. Južna divizija je odločno zavrnila poseg Grčije na ozemlje, naseljeno z Albanci v Epirju.
Pojavljali so se strahovi, da bi po dokončnem razpadu Osmanskega cesarstva Albanijo lahko razdelile na dele sosednje države. Da bi to preprečila, je Liga pozvala k združitvi albanskih okrožij v eno avtonomno pokrajino, tako da bi administracijo, šolstvo in pobiranje davkov nadzorovali sami Albanci. Takšen nacionalni program je privedel do razcepa Lige: muslimani osrednje Albanije so programu nasprotovali in ostali zvesti Carigradu. Sultan, ki je leta 1881 poslal vojake za zatiranje Lige, je bil tudi jezen: nekatere njihove voditelje so aretirali.

## 20. stoletje

### 1900—1918: Predvojno obdobje in prva svetovna vojna
Po strmoglavljenju sultana Abdula Hamida II. julija 1908 so se pojavili politični tekmeci. Vendar so politične zahteve Albancev zavrnili mladoturki, ki so si prizadevali okrepiti Osmansko cesarstvo z uvedbo davkov in vojaškega roka privilegiranim narodnim manjšinam. Ta pristop je razjezil celo albanske muslimane in v letih 1912 in 1913 so izbruhnile vstaje v severnih regijah. Šibkost Otomanskega cesarstva je spodbudila Srbijo, Bolgarijo, Črno goro in Grčijo k sodelovanju v prvi balkanski vojni (oktober 1912 - april 1913), zaradi katere je Otomansko cesarstvo izgubilo večino svojega ozemlja v Evropi. Da bi preprečili razdelitev Albanije med njene sosede, so se 28. novembra 1912 v Vlori zbrali albanski voditelji, da bi razglasili neodvisnost in sestavili začasno vlado.
Najtežja naloga za Albanijo je bila ob nasprotovanju nekaterih balkanskih držav doseči mednarodno priznanje svoje suverenosti in meja. Srbija je na primer upala, da bo pridobila dostop do Jadranskega morja z nadzorom osrednje Albanije, Črna gora si je prizadevala za pridobitev Skadra, Grčija pa si je želela priključiti območja Gjirokastra in Korče. Ta upanja sta podprli Francija in Rusija. Vendar sta temu nasprotovali Italija in Avstro-Ogrska, ker sta se raje ukvarjali s samostojno Albanijo, ki bi lahko nevtralizirala vzhodno obalo Otrantske ožine in ohranila ravnovesje političnih sil v jadranski regiji.
Velike sile so pooblastile svoje veleposlanike, ki so se zbrali na konferenci v Londonu, da bi obravnavali albansko vprašanje in druge probleme, ki so izhajali iz balkanske vojne. Na tej konferenci 20. decembra 1912 so velike sile priznale neodvisnost Albanije. Po Londonski pogodbi, podpisani 30. maja 1913, je bila ustanovljena komisija za rešitev vprašanja albanskih meja in dokončno odločitev o vrnitvi Albaniji Skadra, ki ga je zavzela Črna gora med prvo balkansko vojno. Kosovska nižina, kjer je živelo več sto tisoč Albancev, je bila dana Srbiji. Meja z Grčijo je bila vzpostavljena po protokolu, podpisanem istega leta v Firencah. Velike sile so zagotovile nevtralnost Albanije, dejansko pa so vzpostavile protektorat Avstro-Ogrske, Velike Britanije, Nemčije, Francije, Italije in Rusije ter oblikovale policijo pod vodstvom zahodnoevropskih častnikov ter civilno in finančno upravo pod nadzorom mednarodne provizija. 
Po odločitvi velikih sil naj bi državi vladal nemški princ Wilhelm Wien. Spletke v Vidovi vladi so pripeljale do državljanske vojne, ki se je začela 21. maja 1914, prva svetovna vojna pa je grozila z razcepom Albanije. 3. septembra 1914 Wilhelm Wien pobegnil iz države. Med vojno so italijanske, grške, črnogorske, srbske, avstrijske in francoske čete vdrle in zasedle različne dele Albanije. Po prvi svetovni vojni so se ponovno pojavili načrti za razdelitev države, vendar so albanski nacionalisti prejeli močno podporo ameriškega predsednika Woodrowa Wilsona, ki je nasprotoval sporazumom z južno Albanijo z Grčijo, Skadrom z Jugoslavijo in Vloro z Italijo. 

### 1918—1940: Medvojno obdobje in kraljevina Albanija
25. decembra 1918 so Albanci na kongresu v Draču sestavili začasno vlado, ki je razpisala volitve v zakonodajni organ, Albanski nacionalni kongres. Novi parlament se je sestal od 21. do 31. januarja 1920 v Lyushnyji in oblikoval vlado. Spomladi sta se vlada in parlament preselila v Tirano, ki je bila malo prej (11. februarja 1920) razglašena za glavno mesto Albanije. Ustanovljen je bil štiričlanski visoki svet. Državni svet (Senat), ki ga je sestavljalo 37 ljudi, je postal najvišji organ oblasti. Izdano je bilo državno posojilo, sprejeti so bili ukrepi za ustanovitev vojske in javnih zavodov. Italijanske čete na območju Vlore so se po albanskih napadih prisiljene umakniti, na severovzhodu pa so bili poraženi tudi Srbi.
17. decembra 1920 je bila Albanija s podporo Velike Britanije sprejeta v Ligo narodov. Vendar pa je vprašanje meja ostalo odprto. Oktobra 1921 so srbske čete ponovno napadle in so bile umaknjene šele po močnem diplomatskem pritisku Velike Britanije in številnih drugih držav. 9. novembra 1921 je konferenca veleposlanikov štirih držav (Anglije, Francije, Italije in Japonske) v Londonu ponovno potrdila neodvisnost Albanije znotraj meja iz leta 1913. V začetku leta 1922 so bile iz države umaknjene še zadnje srbske enote. Do leta 1924 je v Albaniji ostal majhen del grške vojske.
Vzpostavitev političnega sodelovanja med predstavniki različnih regijskih, družbenih in verskih krogov, člani naprednih in ljudskih strank, se je izkazala za izjemno težko nalogo. V napredni stranki, ki je zastopala interese konservativnega dela družbe, so ton dajali muslimanski posestniki in prevladovala je težnja po vzpostavitvi političnega ravnovesja. Ljudska stranka je predstavljala raznoliko koalicijo srednjega razreda, predvsem pravoslavnih liberalcev, ki jih je vodil Fan Noli (1882-1965), pravoslavni škof v Draču, ki se je izobraževal na univerzi Harvard, ter nacionalističnimi muslimanskimi uradniki in vojsko (na čelu z Ahmedom Zogu), sin vodje skupnosti. 
Noli in Zogu sta bila del ljudske vlade, ustanovljene decembra 1921. V začetku leta 1922 je Zogu razorožil plemena v središču in jugu države ter zatrl upor na severu. 2. decembra 1922 je postal predsednik vlade. Vendar je njegov primer kmalu sprožil nezadovoljstvo liberalcev na jugu, ki so zahtevali zemljiško reformo, nacionalistov na severu, Srbov, ki so nasprotovali nadzoru nad Kosovom, in lokalnih voditeljev, ki so vneto varovali tradicionalno avtonomijo svojih okrožij. Zogu je januarja 1924 izgubil volitve, februarja pa je odstopil in junija odšel v tujino. Fan Noli je kljub močnemu nasprotovanju 16. junija sestavil vlado. Imel je idealistične načrte za modernizacijo Albanije z reformami, kot sta prenos zemlje na kmete in odprava protekcionizma v upravnem in sodnem aparatu. Decembra 1924 je ob finančni in vojaški pomoči Srbov ekspedicijski korpus pod vodstvom Zoga vdrl v Albanijo. Noli in njegovi podporniki so morali zapustiti državo. 
Zogu je okrepil svoj položaj tako, da ga je poslal v izgnanstvo in aretiral njegove glavne nasprotnike. 21. januarja 1925 je bila Albanija razglašena za republiko, 31. januarja 1925 pa je državni zbor Zoga izvolil za predsednika za sedemletni mandat. 7. marca je bila razglašena nova ustava, ki je dala predsedniku diktatorska pooblastila. Novoizvoljena ustavodajna skupščina je 1. septembra 1928 Zoga razglasila za kralja Albancev Zogo I. Monarhična ustava, sprejeta 1. decembra, je razširila kraljeva pooblastila, zlasti na področju zunanje politike.
Zogu je, tako kot prej Fan Noli, želel modernizirati Albanijo, ki se je držal avtoritarnih stališč. Uspelo mu je v boju proti razbojništvu in izkoreninjenju tradicije krvnega maščevanja, pomagal je združevati nepoenotena plemena z gradnjo cest, bolnišnic in šol, pošiljal študente na evropske univerze, vzpostavil administrativni distribucijski sistem, od uradnikov je poskrbel, da so bili odgovorni ministrstvu za notranje zadeve in uporabljal evropske modele v razvoj zakonikov kazenskega, civilnega in gospodarskega prava. Reforme so zahtevale finančno podporo in tehnično pomoč, ki jo je Zogu prejel od Fašistične Italije. Leta 1925 so italijanska podjetja dobila pravico do razvoja nahajališč mineralov, narodna banka pod italijanskim nadzorom pa je začela izdajati albanski denar in delovati kot blagajnik. V Rimu je bilo ustanovljeno Društvo za gospodarski razvoj Albanije za financiranje gradnje cest, mostov in drugih javnih objektov.

### 1940—1944: Italijanska zasedba Albanije in druga svetovna vojna
Leta 1926 je Fašistična Italija po oslabitvi Zogovega položaja zaradi močne vstaje na severu začela aktivno vplivati na zunanjo politiko Albanije. 27. novembra 1926 sta Italija in Albanija v Tirani podpisali Pogodbo o prijateljstvu in varnosti, leto pozneje pa Pogodbo o obrambnem zavezništvu za obdobje 20 let, nato pa je Italija prejela orožje in prispeli so inštruktorji za modernizacijo albanske vojske. Vendar je Zogu leta 1932 zavrnil predlog za vzpostavitev carinske unije z Italijo in poslal številne italijanske vojaške svetovalce, leta 1933 pa zaprl italijanske šole. Manevri italijanskih vojaških ladij pri Draču junija 1934 niso pripomogli k pridobivanju novih koncesij v Albaniji, in ker je Italija vodila vojne v Etiopiji in Španiji, je Mussolini do leta 1939 v odnosih z Albanijo sledil bolj po sporni poti.
Tečaj za stabilen razvoj, ki ga je Zogu razglasil leta 1925, je bil ustavljen aprila 1939, po zasedbi Albanije s strani Fašistične Italije. Zogu je zavrnil zahteve po preoblikovanju Albanije v italijansko kolonijo in pobegnil v Grčijo ter nato v London. Albanska ustava je bila razveljavljena, organizirana je bila lokalna fašistična stranka in albanska vojska je bila leta 1940 vključena v italijansko vojsko. Ljudska skupščina Albanije je bila ohranjena in oblikovana je bila lokalna vlada. Oba organa sta bila podrejena italijanskemu vicedomu in njegovim uradnikom. 
Italija je pridobila podporo dela prebivalstva Albanije, ki je branila svoje zahteve do nekaterih delov Jugoslavije in Grčije. Oktobra 1940 je v napadu Italije na Grčijo sodeloval kontingent 12.000 članov albanskih paravojaških skupin. Po okupaciji Kraljevine Jugoslavije in Grčije s strani sil osi leta 1941 so bili ozemlje Kosova in nekatera območja zahodne Makedonije, ki so pripadala Jugoslaviji, ter okrožje Chameria v severozahodni Grčiji vrnjena Albaniji. Medtem se je ob podpori Britanije in ZSSR razvilo odporniško gibanje proti marionetnim režimom na okupiranih ozemljih. 8. novembra 1941 so ločene skupine albanskih komunistov, ki so jih spodbudili jugoslovanski komunisti emisarji, ustanovili svojo stranko, njen sekretar pa je bil Enver Hoxha, nekdanji učitelj, izobražen na Zahodu. Komunisti so organizirali gverilske enote, predvsem med kmeti in intelektualci. Poleti 1942 so se zoperstavili Italijanom. 
Septembra 1944 so se nacionalistične protiitalijanske skupine združile s komunisti in ustanovile narodnoosvobodilno fronto, v kateri so komunisti zavzeli prevladujoč položaj. Konkurenčni Bali Kombtar (Nacionalna fronta) je bil ustanovljen novembra 1944. Razvil je ultranacionalistični pro-zahodni program proti Zogu, ki je vključeval zahtevo po vrnitvi Kosova Albaniji. 
Britanski oficirji za zvezo, ki so prispeli v začetku leta 1943, so poskušali vzpostaviti sodelovanje med narodnoosvobodilno fronto, ki je štela 8-10 tisoč borcev, z "Bali Kombtar", ki jim je zagotovila orožje in finančno podporo. Ko je bila italijanska vojska poražena, je Nemcem uspelo razcepiti odpor, tako da so se odločili priključiti regijo Kosova na Albanijo, kar je pritegnilo številne pripadnike skupine Bali Kombtar. Komunisti so svoje glavne tekmece označili za izdajalce in so zato odhajali iz toskanskih dežel na sever. Maja 1944 so ustanovili Protifašistični narodnoosvobodilni svet, obdarjen s pravicami začasne vlade pod vodstvom Enverja Hoxhe reorganizirali vojsko in usmerili orožje proti svojim tekmecem. Oktobra 1944 se je začel umik Nemcev iz Albanije. 28. novembra 1944 so komunisti vstopili v Tirano in prevzeli nadzor nad oblastjo.

### 1944—1990: Obdobje komunizma
Komunisti so svojo oblast poskušali legitimirati z volitvami v ustavodajno skupščino 2. decembra 1945. Demokratska fronta Albanije pod nadzorom komunistov, naslednica Nacionalnoosvobodilne fronte, je dobila 93 % glasov. Ljudska (ustanovna) skupščina je 11. januarja 1946 razglasila Albanijo za republiko, 14. marca istega leta pa je sprejela ustavo Ljudske republike Albanije (NRA). Državno vlado je vodil Enver Hoxha, ki je močno občudoval sovjetskega diktatorja Josifa Stalina. 
Pod Hoxhovo vladavino je Albanija doživela enega najbolj okrutnejših povojnih komunističnih režimov. Državljanom je bila odvzeta vsa zasebna lastnina, edina stvar, ki so jo lahko imeli kot zasebno lastnino, je bilo kolo. Državne meje so bile popolnoma zaprte, mediji pa pod strogim nadzorom, zaradi česar je Albanija postala najbolj izolirana komunistična država v Evropi. Hoxhova tajna policija Sigurimi je izvajala strog nadzor nad prebivalstvom ter pregnala in zatirala vsako težnjo po samovoljnosti in nasprotovanju. 
29. aprila 1946 je Socialistična Jugoslavija prva priznala komunistično Albanijo, temu pa je sledila ZSSR. Velika Britanija in Združene države Amerike so se pripravljale na priznanje nove albanske vlade, ob udeležbi opozicijskih političnih strank. Vendar se to ni zgodilo. Avgusta 1946 sta Velika Britanija in ZDA nasprotovale pristopu Albanije k Združenim narodom in šele 15. decembra 1955 je Albanija postala članica. Leta 1948 je v Albaniji izbruhnil resen notranji konflikt. Za krepitev obrambe države in izvajanje ambicioznih načrtov za industrializacijo in modernizacijo je bila potrebna finančna in vojaška pomoč. To funkcijo je prevzela Jugoslavija. Šest gospodarskih sporazumov, sklenjenih med julijem 1946 in junijem 1947, je povzročilo nastanek skupnih podjetij, prihod jugoslovanskih specialistov in vojaških svetovalcev ter prejem opreme in subvencij iz Jugoslavije.
Informacijski biro komunističnih in delavskih strank, ki je bil pod sovjetskim nadzorom, je 28. junija 1948 začel dvomiti o jugoslovanski pomoči. Albanija je nemudoma prekinila gospodarske sporazume z državo in izgnala jugoslovanske svetovalce. V odgovor je Jugoslavija leta 1949 prekinila Pogodbo o prijateljstvu z Albanijo. Novembra 1950 so bili diplomatski odnosi med državama prekinjeni. Znova so bili vzpostavljeni so bili šele 21. decembra 1953. 
Jugoslovanski vpliv je zamenjal sovjetski vpliv: leta 1949 je 37 % albanskega proračuna prihajalo od Sovjetske zveze in njenih zaveznic. Hoxha je kljub težkim gospodarskim težavam obdržal nadzor nad oblastjo. Ostal je prvi sekretar Centralnega komiteja Albanske laburistične stranke (ALP).
Hruščovova politika, usmerjena k sprejetju manj zatiralske politike in v izboljšanje odnosov z Jugoslavijo, je Hoxho prisilila, da je močno spremenil smer. Čeprav so Stalinovi privrženci v letih 1955-1956 izgubili svoje položaje v socialističnih državah Evrope in je Tito zahteval odstavitev Hoxhe, je slednji uspel obdržati svojo funkcijo, apeliral je na albanske nacionaliste in jih pozival k boju proti naraščajoči grožnji jugoslovanske oblasti. Med letoma 1957 in 1959 se je gospodarska pomoč Ljudske republike Kitajske znatno povečala, od oktobra 1959 pa so albanske publikacije zavzele jasno prokitajsko stališče. 24. junija 1960 je albanska delegacija med mednarodnim srečanjem predstavnikov komunističnih in delavskih strank v Bukarešti obsodila spravno politiko Sovjetske zveze do Zahoda. In novembra 1960 je Hoxha opravil govor na mednarodnem srečanju predstavnikov komunističnih in delavskih strank v Moskvi, v katerem je ostro obsodil Hruščovovo politiko.
Do spora med Albanijo in ZSSR je prišlo na kongresu KPSS oktobra 1961, decembra pa so bili prekinjeni diplomatski odnosi med Albanijo in ZSSR. Kitajski komunisti so to izkoristili in Albaniji zagotovili 125 milijonov dolarjev posojila za razvoj industrije in v to državo poslala svoje tehnične strokovnjake in svetovalce. Od leta 1962 je Albanija prenehala sodelovati v dejavnostih sovjetskega bloka, vendar je ohranila diplomatske odnose z Jugoslavijo na minimalni ravni, leta 1963 pa je ponovno vzpostavila odnose z Romunijo. Albanija je prekinila trgovino s Sovjetsko zvezo, a velik del njenega izvoza je še vedno šel v vzhodnoevropske socialistične države. Kitajska je predstavljala polovico albanskega izvoza in 3/5 njenega uvoza. V 17 letih je Kitajska Albaniji zagotovila 1,4 milijarde dolarjev pomoči. Izboljšanje odnosov med Kitajsko in ZDA je končalo prijateljstvo Albanije s Kitajsko in leta 1978 je pomoč Kitajske prenehala. Albanija je ohranila odnose s Francijo, ni pa imela odnosov z ZDA ali Veliko Britanijo. Leta 1971 so bili obnovljeni diplomatski odnosi z Grčijo. V 70. letih prejšnjega stoletja se je število zahodnih veleposlaništev v albanski prestolnici začelo povečevati. 
Leta 1967 je država razglasila ateizem, Hoxha pa je ukazal porušiti in uničiti številne cerkve, mošeje in kapele. Več kot polovica verskih ustanov je bila uničenih, druge verske ustanove pa so bile zaprte ter uporabljene v druge namene. Vsakršno obeleževanje verskih praznikov je bilo preganjano. 
Albanija je videla željo po učinkovitejšem decentraliziranem sistemu vlade. V letih 1974-1975 je domnevno prokitajsko zaroto zajel val politične represije. Med letoma 1980 in 1981 so se odnosi z Jugoslavijo za kratek čas izboljšali, vendar so albanski študentje nasprotovali srbski vladavini v jugoslovanski pokrajini Kosovo. Decembra 1981 je albanski tisk poročal o samomoru premierja Mehmeta Shehuja, nakar je Hoxha dal izjavo, da je bil Shehu pred samomorom izpostavljen kot jugoslovanski agent. V državi se je zgodila še ena "čistka": usmrtili so številne Šekhove sodelavce, ki so želeli izboljšati odnose z Zahodom. Konec leta 1982 je Ramiz Alia, po rodu s severa, ki je bil izvoljen za Hodžijevega naslednika, postal predsednik, nato pa je bila pomoč s Kitajske obnovljena.
Enver Hoxha je umrl 11. aprila 1985. Po njegovi smrti je voditelj Aliija postopoma ponovno vzpostavil odnose s tujino (razen ZDA in Velike Britanije). Sovražnost do Grčije, ki je bila od leta 1940 formalno v vojni z Albanijo, je bila končana. Odprta je bila železniška povezava z Jugoslavijo.  
Julija 1985 so bili obnovljeni tudi odnosi z ZSSR.  

#### 1990—1991: Padec komunističnega režima
Albanija je bila zadnja komunistična država v Evropi, kjer je bil strmoglavljen komunizem. To se je zgodilo leta 1990. Velike spremembe so se zgodile decembra 1990. Študentske demonstracije, ki jih je izvajal izklop toplote in električne energije v študentskih domovih Univerze v Tirani, so zatrli pripadniki tajne policije. Nemiri so se stopnjevali in Centralni komite APP je moral dovoliti ustanovitev novih političnih strank. Opozicija se je osredotočila na Demokratsko stranko (DP), ki jo vodita profesor ekonomije Gramoz Pashko in kardiolog Sali Berisha, ki sta pozvali k splošnim parlamentarnim volitvam.
31. marca 1991 so bile v Albaniji prve demokratične volitve po letu 1923. APP je osvojila 169 od 250 sedežev v državnem zboru, DP pa 75 sedežev. Alija je ponovno postal predsednik. Kljub večini članov APP (zahvaljujoč podpori vaščanov in starejših) je bila vlada junija 1991 zaradi gospodarskega in političnega kaosa prisiljena odstopiti. S tem se je formalno končala skoraj 50-letna totalitarna vladavina komunistov.
Na volitvah marca 1992 je Demokratska stranka osvojila 92 od 140 sedežev v parlamentu, socialisti (APP se je preimenovala v Socialistično stranko) pa le 38. Predsednik Ramiz Aliya je kmalu odstopil in ga je zamenjala demokratska voditeljica Sally Berisha.

### 1991—danes
Albanci so močno upali, da bo država na poti demokracije in gospodarskega okrevanja. Vendar pa novo vodstvo z razglasitvijo odmika od starih metod vodenja države v praksi ni prispevalo k vzpostavitvi demokracije. Sally Berisha je sprožila množično protikomunistično kampanjo, pri čemer je komuniste označil kot vsakega nasprotnika vlade. Po besedah ameriške odvetnice Kathleen Imholz je bil slogan takratne Demokratske stranke Albanije: »Če niste z nami, ste proti nam; če nisi demokrat, si komunist«.
Po zmagi socialistov na lokalnih volitvah leta 1992 so se v državi okrepile avtoritarne težnje. Ker ni želel izgubiti oblasti, je Sally Berisha sprožil tožbe proti nekdanjemu komunističnemu vodstvu države in obveščevalnim službam Sigurime. Nekdanja državna voditelja Ramiz Aliyah in Fatos Nano sta bila aretirana. Vodstvo Demokratske stranke Albanije je vse bolj zatiralo opozicijo, skušalo je svoje predstavnike znebiti birokracije, vojske in obveščevalnih služb. Svoboda govora v državi je obstajala le deklarativno. Opozicijske novinarje so aretirali in pogosto obtožili po členih kazenskega zakonika. V državi ni bilo neodvisnega radia ali televizije. Poskus odprtja zasebne radijske postaje je policija ustavila. Glavni napad je bil osrednji časopis Socialistične stranke Albanije Koha Yone. Albansko sodstvo se ni razvilo v neodvisno vejo oblasti. Uporabljali so se kot element javnega reda. Isti sodniki, ki so sprejemali neodvisne odločitve, kot je načelnik vrhovnega sodišča Zeff Brozi, so bili odpuščeni. Številna taka dejstva so Svetu Evrope omogočila, da trdi, da sodniki v Albaniji niso imeli občutka, da bi sprejemali odločitve "brez strahu pred negativnimi posledicami za njihovo poklicno dejavnost". 
Na referendumu o osnutku nove ustave iz leta 1994 je bila Demokratska stranka Albanije poražena, kar je pokazalo nadaljnje znižanje ocene stranke. V odgovor je vlada pred državnozborskimi volitvami leta 1996 sprejela spremembe zakona, ki so dodatno omejevale svoboščine v državi in krepile monopolni položaj demokratov. Volilni sistem je bil spremenjen zaradi še večjega zmanjšanja proporcionalne zastopanosti (25 sedežev od 140). Novi zakoni so nekdanjim komunističnim voditeljem prepovedovali zasedanje visokih vladnih položajev do leta 2002. Poleg tega so od takrat nekatere funkcije lahko opravljali le s soglasjem posebne komisije pod popolnim nadzorom vlade. Volilna kampanja je leta 1996  potekala v ozračju ustrahovanja in političnega zatiranja. Opozicijskim strankam je bilo prepovedano prirejati shode v središču večjih mest. Socialistična stranka Albanije je bila prikrajšana za financiranje iz državnih sredstev.
Državne volitve leta 1996 so pričakovano prinesle zmago Demokratske stranke, ki je v parlamentu dobila absolutno večino (122 od 140). Socialisti so sporočili, da so volitve potekale v razmerah terorja.  Oblasti so obtožile, da ovirajo opozicijo pri kampanji, policija in obveščevalne službe so ustrahovale in tepli kandidate in njihove privržence, opazovalci Socialistične stranke Albanije pa so bili izključeni iz volilnih komisij. Obtožbe opozicije so podprli tudi mednarodni predstavniki. Komisija opazovalcev OVSE je ugotovila kršitve 32 od 79 členov albanske volilne zakonodaje. Evropski parlament je sprejel resolucijo o potrebi po razveljavitvi volilnih izidov, a se je PACE, ki je priznala številne kršitve in nasilna dejanja, omejila na poziv k sedenju za pogajalsko mizo. Takrat je britanski znanstvenik James Pettifer dejal: "Parlamentarne volitve kažejo, da je Albanija zdrsnila v enostrankarski sistem."
Konec leta 1996 se je Albanija znašla sredi gospodarske krize, ki je naslednje leto izbruhnila v široko javno nasprotovanje. Glavni vzrok krize je bil stečaj več deset velikih podjetij, ki delujejo po principu finančnih piramid. To je močno prizadelo dobrobit številnih državljanov, saj je k tovrstnim strukturam prispevalo tudi do 90 % prebivalstva. V odgovor so se začele množične demonstracije. Februarja 1997 so razmere v mestih južne Albanije, katerih prebivalci so najbolj trpeli zaradi finančnih goljufij, ušle izpod nadzora vlade. Moč v regiji je prešla na reševalne odbore. Uvedba izrednega stanja v državi in poskus reševanja konflikta s silo sta bila neuspešna: ves jug je bil v rokah upornikov, sever ni bil nadzorovan iz prestolnice, vojska in policija pa sta tako rekoč prenehali delovati.
Evropski mediatorji so pomagali najti izhod iz situacije. Zahvaljujoč misiji OVSE, ki jo je vodil Franz Wranicki, so se oblasti in opozicija 9. marca 1997 dogovorile o načinih za rešitev krize. Po dogovorih je odstopila vlada Aleksandra Meksija, namesto nje pa je bila oblikovana prehodna koalicijska vlada. Za poletje so bile načrtovane predčasne državnozborske volitve, po katerih so se reševalni odbori dogovorili, da se razpustijo. 14. aprila so bile pod okriljem OVSE v Albanijo napotene mirovne sile iz osmih evropskih držav, ki niso le zagotavljale dostavo in distribucijo humanitarne pomoči, temveč so pomagale vzpostaviti red med volitvami. Kljub občasnim konfliktom med vlado in opozicijo so bile volitve uspešne. Socialistična stranka Albanije je prepričljivo zmagala in osvojila 101 od 155 sedežev. Demokratska stranka Albanije obdrži le 24 sedežev v parlamentu. Socialisti so skupaj s svojimi partnerji sestavili vladno koalicijo, ki je za premierja izvolila Fatosa Nana, ki so ga uporniki izpustili iz zapora. Sali Berisha je odstopil, za predsednika Albanije pa je bil izvoljen predstavnik socialistov Recep Tayyip Maidani.
Nano in njegova socialistična stranka sta morala povrniti zaupanje ljudi, rešiti finančne težave, oživiti gospodarstvo, vzpostaviti red in red ter sprejeti novo ustavo. Toda novi vladi ni uspelo zajeziti naraščajoče plime kriminala; izkazal se je za nemočnega pred padajočo proizvodnjo in hitro inflacijo. Vsem tem težavam je nastal prehod v nasilje: konec leta 1997 je poslanec Socialistične stranke med politično razpravo ustrelil demokratskega poslanca, septembra 1998 pa so se demokrati maščevali z umorom visokega socialističnega uradnika. Do takrat sta bili obe stranki v bitki, država pa je bila razdeljena: na severu so se okrepili demokrati z Berisho na čelu, na jugu pa socialisti, ki jih je vodil Nano. Sredi tega soočenja je Nano odstopil s položaja predsednika vlade in ga je zamenjal Pandeli Maiko. Obnova pravne države je bila težka naloga za Mikea in Maidana, ki sta morala tlakovati pot demokratičnemu razvoju države. Konec leta 1998 so razmere v Albaniji ostale nestabilne. Odhod iz struktur moči Berishe in pozneje Nano je zaznamoval konec dobe »demokratične romantike« z inherentnim odnosom do pospešenega uvajanja trga. Na prehodu v 20. stoletje se je država soočila s sistemsko krizo in težavami na poti vključevanja v sodobno svetovno skupnost. Trenutno je Albanija kmetijsko industrijska država, pri čemer industrija predstavlja približno 12 % nacionalnega dohodka, kmetijstvo pa 56 %. Na referendumu 22. novembra 1998 je bilo rešeno vprašanje potrebe po sprejetju nove ustave (v skladu z evropskimi normami, vendar ob upoštevanju albanskih posebnosti), za katero je glasovalo 92 % udeležencev. Na družbenem področju se je začel prehod iz ruralnega načina življenja v urbani (z nerazvito infrastrukturo), v kulturi pa se pojavljajo šele prvi znaki odmika od izolacionizma.
Usmerjenost Albanije na Zahod spremlja zaplet v odnosih s sosednjimi državami. V takih okoliščinah je Natova agresija na Jugoslavijo služila kot katalizator za zaostrovanje domačih težav. Sredi aprila 1999 so bili diplomatski odnosi z Jugoslavijo prekinjeni. V državo je prišel velik tok beguncev s Kosova. Preselitev beguncev v južni Albaniji je omejila pravice tam živečih Grkov. Poslabšali so se tudi odnosi z Grčijo, Makedonijo in vrsto drugih držav.